# كمال بكير
كمال بكير موسيقار مصري وأحد رواد الموسيقي التصويرية المصرية، شارك بنحو عشرة أعمال في السينما المصرية، اشتهر باستخدام الآلات الموسيقية ذات الطابع الشرقي مثل القانون والعود والرق والدف، كما كان يشتهر بعمل الأصولوهات في مؤلفاته الموسيقية في الأفلام، توفي في عام 2010.

## أعماله
- فيلم الرغبة 1979
- فيلم ضربة شمس 1980
- فيلم موعد على العشاء 1981
- فيلم طائر على الطريق 1981
- فيلم سواق الاتوبيس 1982
- فيلم الثأر 1982
- فيلم خرج ولم يعد 1984
- فيلم عودة مواطن 1986
- فيلم سوبر ماركت 1990
- فيلم مبروك وبلبل 1998